# John Emerson (Filmemacher)
John Emerson, eigentlich Clifton Paden, (* 29. Mai 1874 in Sandusky, Ohio; † 7. März 1956 in Pasadena, Kalifornien) war ein US-amerikanischer Drehbuchautor, Filmregisseur und Filmproduzent,  der vor allem in der Stummfilm-Ära wirkte.

## Leben
Emerson studierte, mit dem Berufsziel eines Pfarramtes (ministry), am Oberlin College, in Heidelberg sowie an der University of Chicago, brach das Studium aber zu Gunsten einer Schauspielkarriere ab. Er war ab 1904 als Schauspieler tätig und war als solcher auch in den frühen 1910er Jahren in einigen Filmen zu sehen. Ab 1912 war er als Regisseur und Drehbuchautor tätig. 1919 heiratete er Anita Loos, mit er bis in die 1930er Jahre hinein gemeinsame Drehbücher verfasste. Die beiden war auch für mehrere Filme mit Douglas Fairbanks senior verantwortlich, die diesen zu größerer Bekanntheit verhalfen und mit dem sie auch befreundet waren. Außerdem schrieben die beiden die Bücher Breaking Into the Movie (1919) und How to Write Photoplays (1921). In den Jahren 1912 bis zuletzt 1922 inszenierte Emerson rund eineinhalb Dutzend Filme. Als Drehbuchautor war er an mehr als 40 Produktionen beteiligt, als Produzent verantworte er elf Filme, zuletzt für Metro-Goldwyn-Mayer.
Von 1920 bis 1928 war er Präsident der Gewerkschaft Actors’ Equity Association. Eine Krankheit, an deren Folgen er verstarb, zwang ihn zum Rückzug aus dem aktiven Filmgeschäft. In ihrer Autobiografie beschreibt Anita Loos die Zusammenarbeit mit ihrem Ehemann, wobei seine Rolle geringer ausfällt, als es seine Filmografie vermuten lässt.
Für San Francisco war er gemeinsam mit Bernard H. Hyman bei der Oscarverleihung 1937 für den Oscar in der Kategorie Bester Film nominiert. Außerdem gewannen sie den Photoplay Award.

## Filmografie (Auswahl)
- 1915: Old Heidelberg
- 1916: The Americano
- 1916: Das Geheimnis der Fliegenden Fische (The Mystery of the Leaping Fish)
- 1917: Der Wilde Westen (Wild and Woolly)
- 1919: A Virtuous Vamp
- 1920: The Perfect Woman
- 1931: Der Kampf (The Struggle)
- 1934: Millionäre bevorzugt (The Girl from Missouri)
- 1936: San Francisco